# Vertiv
Vertiv är en amerikansk multinationell leverantör av kritisk infrastruktur och tjänster för datacenter, kommunikationsnätverk och kommersiella och industriella miljöer.
Vertiv har sitt huvudkontor i Westerville, Ohio, och har cirka 31 000 anställda över hela världen, verksamhet i mer än 40 länder och med 24 tillverknings- och monteringsanläggningar.
Företaget har regionala huvudkontor i Neuhausen am Rheinfall i Schweiz, Nanshan i Kina, Singapore, Sydney i Australien och Thane i Indien.